# 田縣神社
田縣神社（たがたじんじゃ）は、愛知県小牧市にある神社である。式内小社で、旧社格は郷社。
毎年3月に行なわれる豊年祭で知られる。「縣」（あがた、けん）は「県」の旧字体（異体字とされることもある）であり、田県神社と表記されることもある。

## 祭神
祭神は御歳神（みとしのかみ）と玉姫命（たまひめのみこと）で、五穀豊穣と子孫繁栄の神である。社伝によれば、当地は大荒田命（おおあらたのみこと）の邸の一部で、邸内で五穀豊穣の神である御歳神を祀っていた。玉姫命は大荒田命の娘で、夫が亡くなった後に実家に帰り、母親として立派に子どもたちを育て上げるとともに父を助けて当地を開拓したので、その功を讃えて神として祀られるようになったという。
境内には男根をかたどった石などが多数祀られている。

## 歴史
創建の年代は不詳で、かなり古い神社である。古い土着信仰に基づく神社で、男根信仰の男性器運の向上効果があり、子宝と農業の信仰を結びつけた神社でもある。延喜式神名帳にある「尾張国丹羽郡 田縣神社」、貞治3年（1364年）の『尾張国内神名牒』にある「従三位上 田方天神」に比定されている。現在地は旧春日井郡なので、後に遷座したことになる。

## 豊年祭
毎年3月15日には豊年祭が行われる。小牧市無形民俗文化財に指定されており、「ほうねんさい」または「ほうねんまつり」と読み、「扁之古祭」（へのこ祭）とも呼ばれる。男達が大男茎形（おおおわせがた）と呼ばれる男根をかたどった神輿を担いで練り歩き、小ぶりな男根をかたどったものを巫女たちが抱えて練り歩く。それに触れると子を授かるという伝承がある。大男茎形は直径60センチ、長さ2メートル余りで、毎年新しくヒノキで作られ奉納されている。
この祭事は、男根を「天」、女陰を「地」と見立て、「天からの恵みにより、大地が潤い、五穀豊穣となる事と子宝に恵まれる」事を祈願するものである。春に行われる理由は、「新しい生命の誕生」をも意味するからである。
なお、少し離れた場所にある犬山市の大縣神社の豊年祭（別名「於祖々祭（おそそ祭）」）が対になっており、こちらは女陰をかたどった山車などが練り歩く。

### 特色
おみやげ品として男根をかたどった飴やチョコレート、オブジェなどが売られている。
近年外国人に非常に人気が高く、外国人観光客も多く訪れる。
豊年祭の日に限り、神社近くに複数の駐車場が設けられる。

## ギャラリー

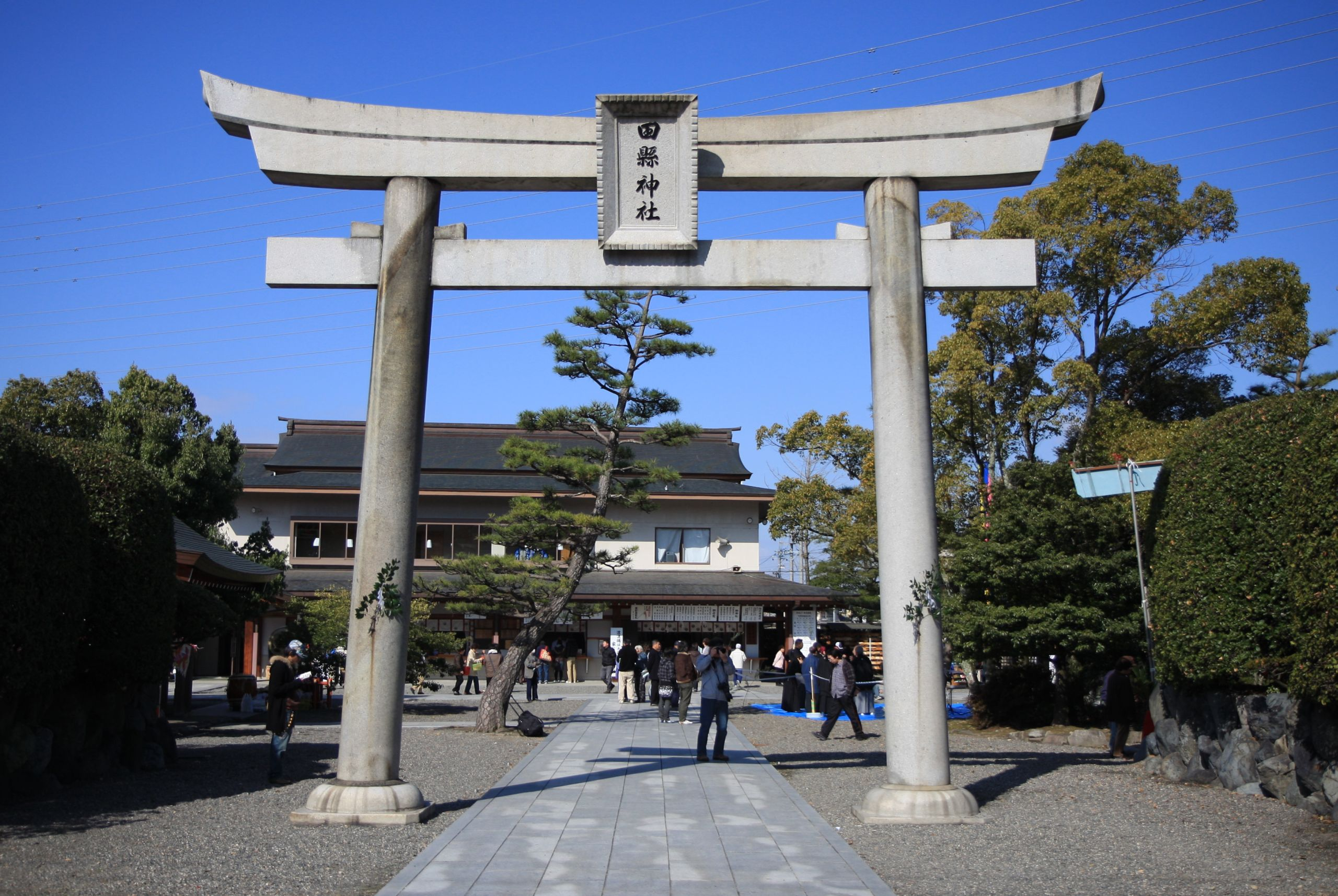
鳥居
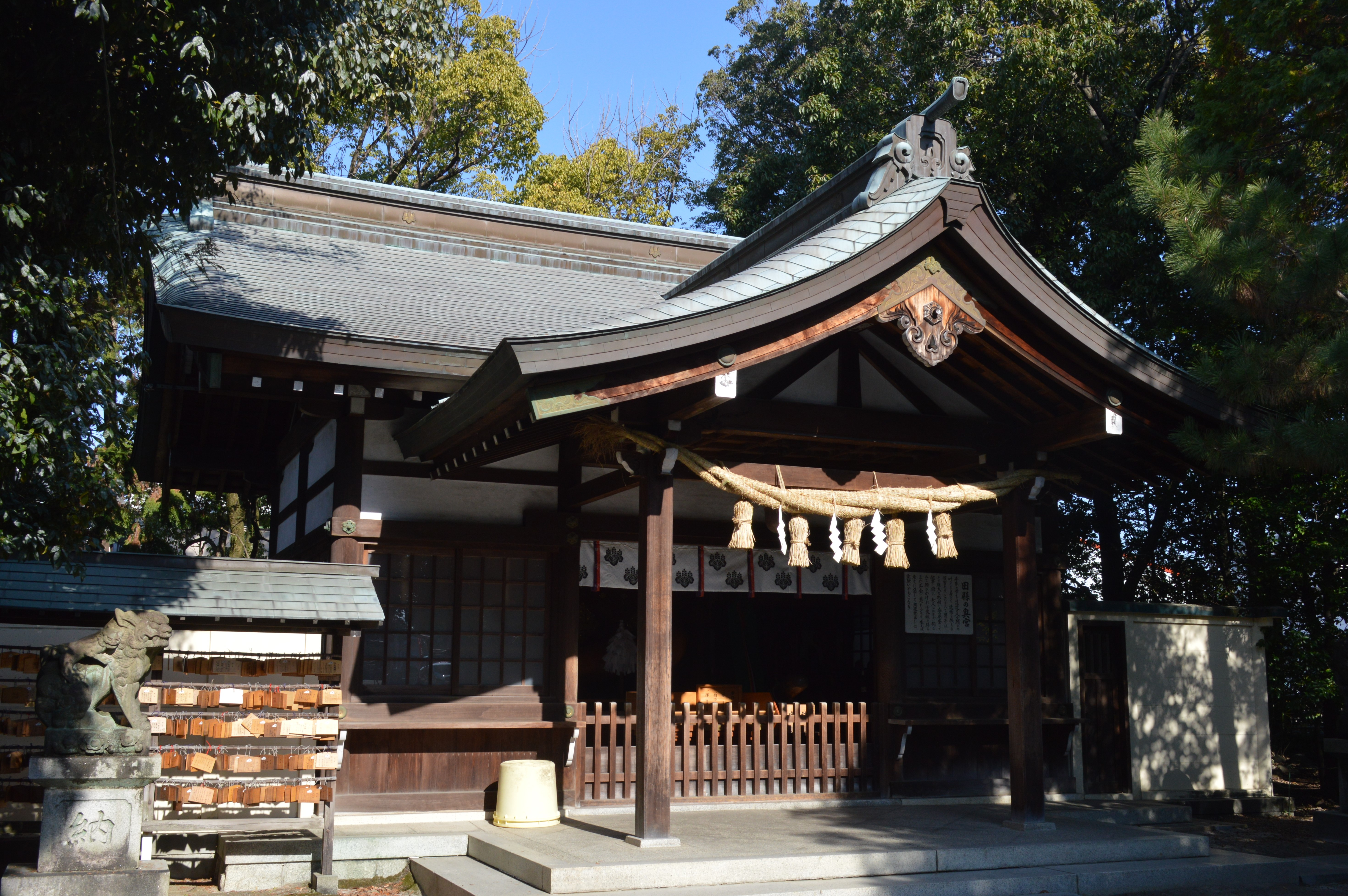
奥宮
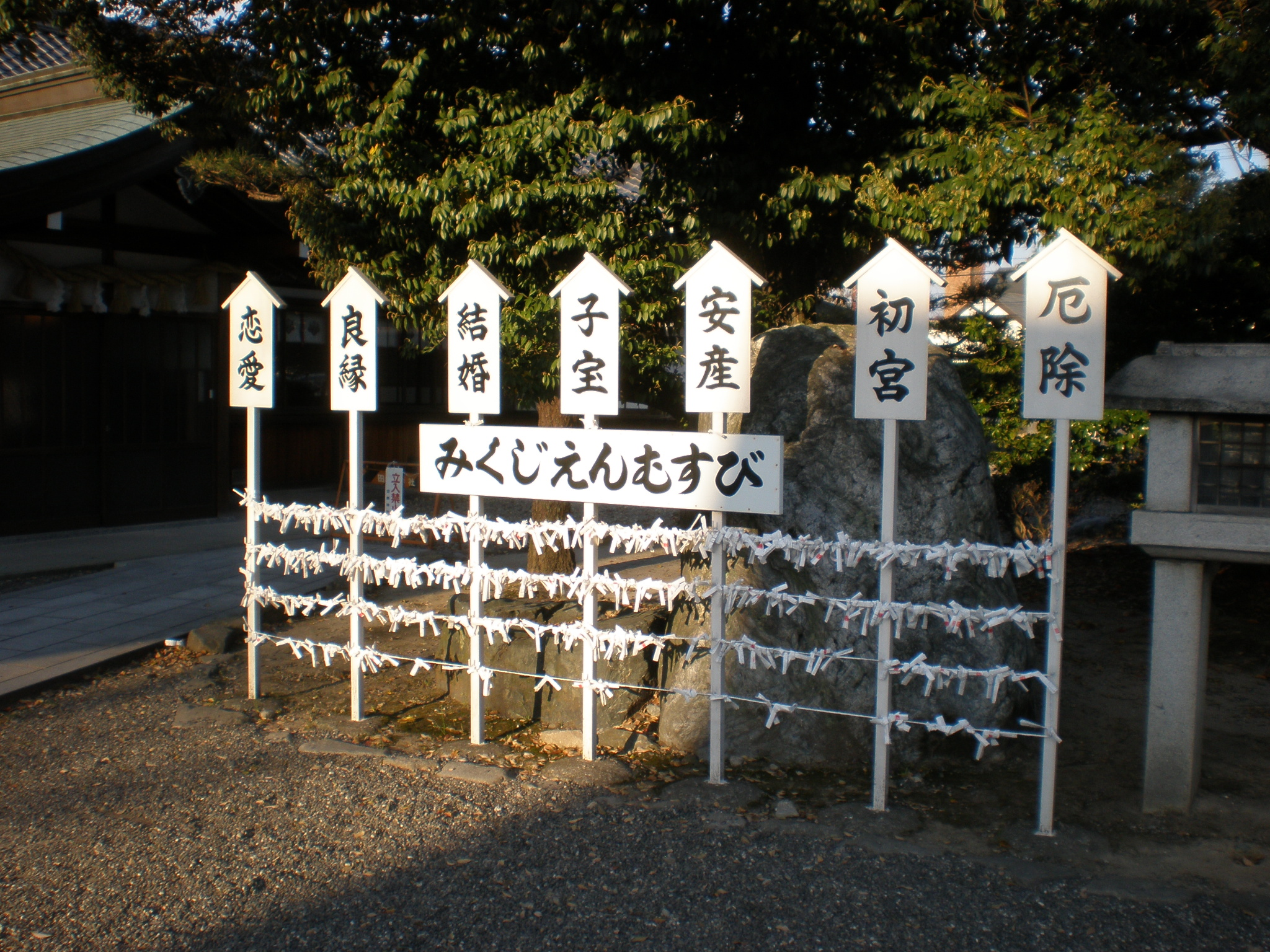
願掛け
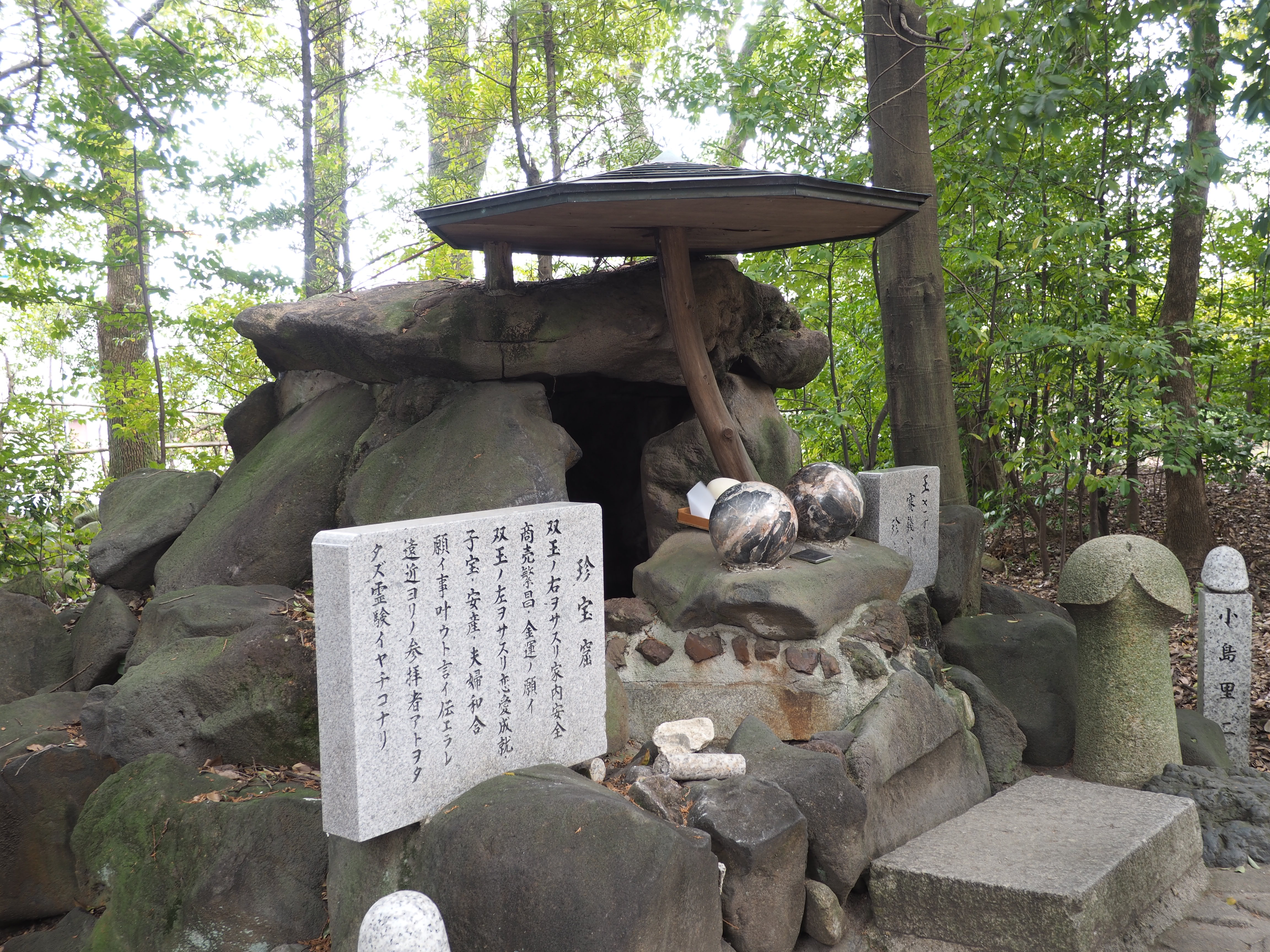
珍宝窟
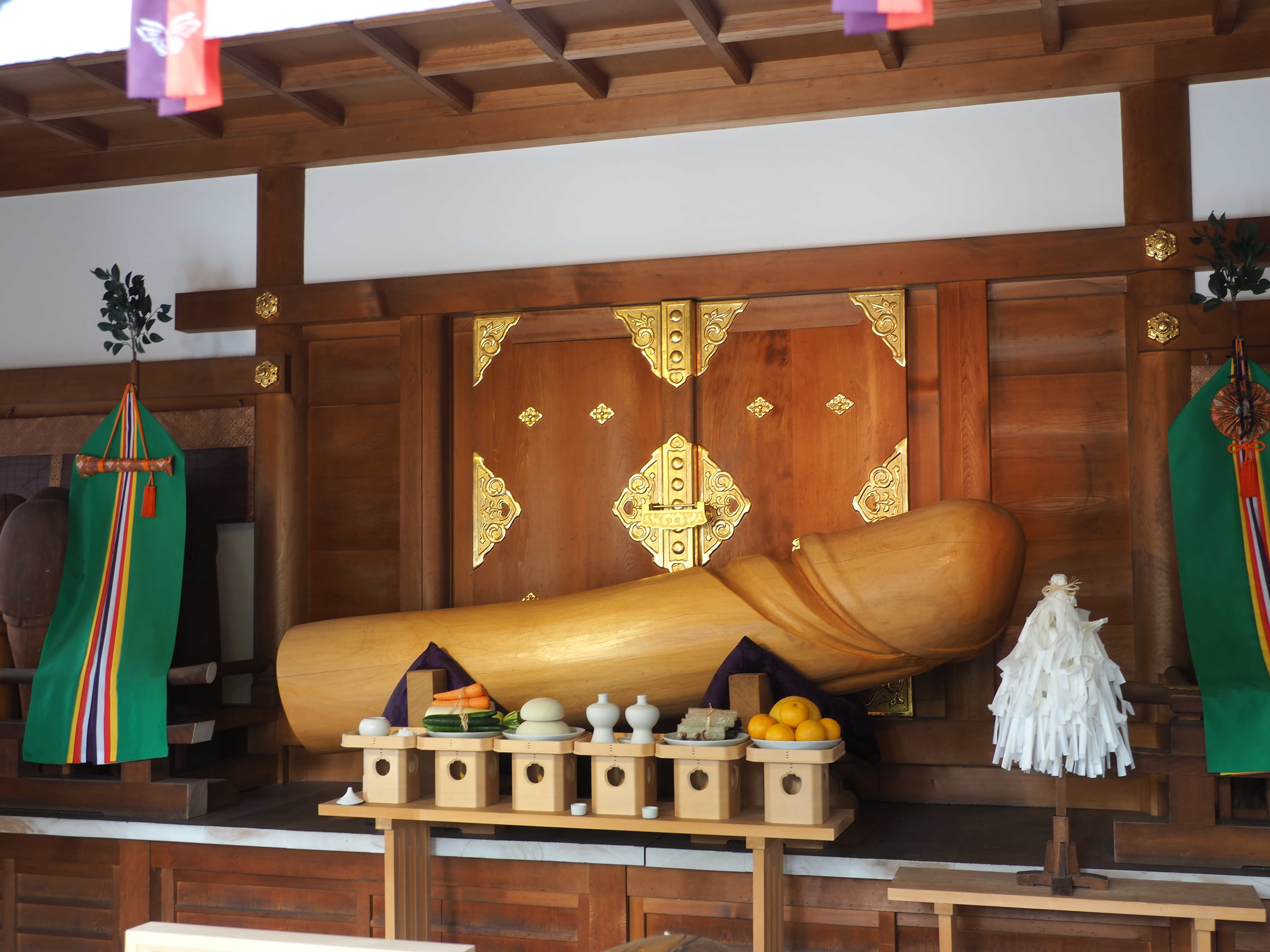
神体
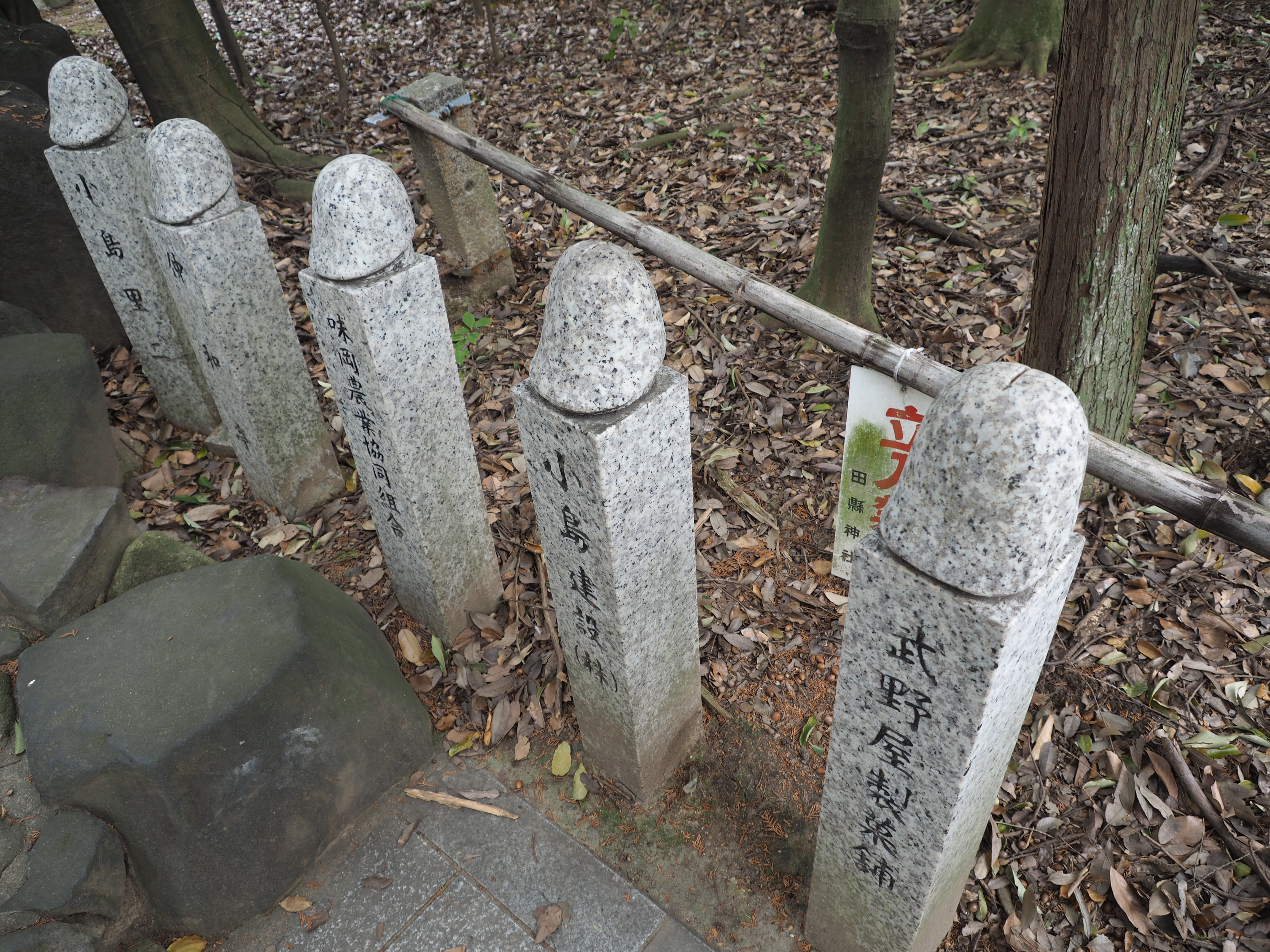
石柱
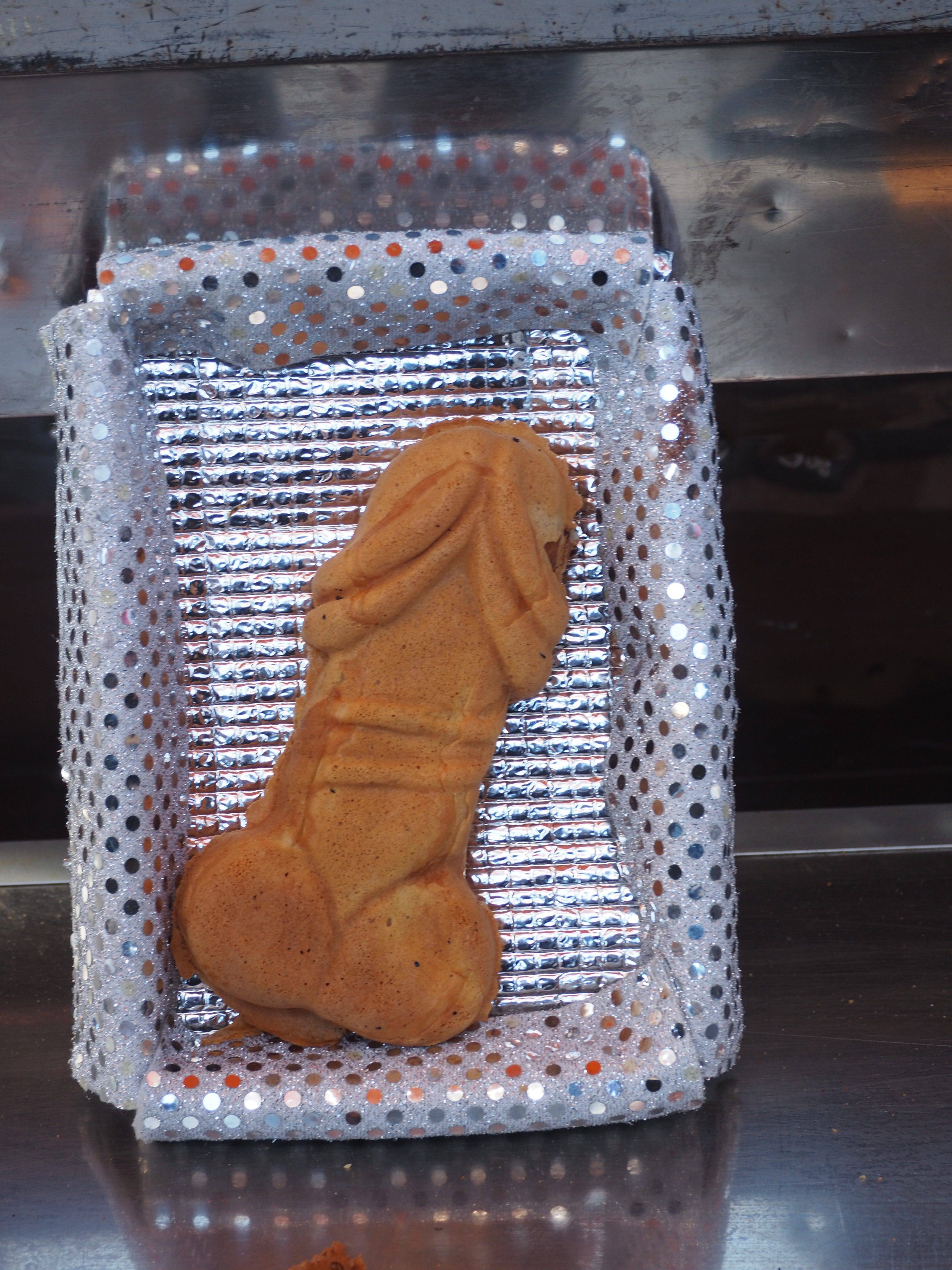
珍呆参
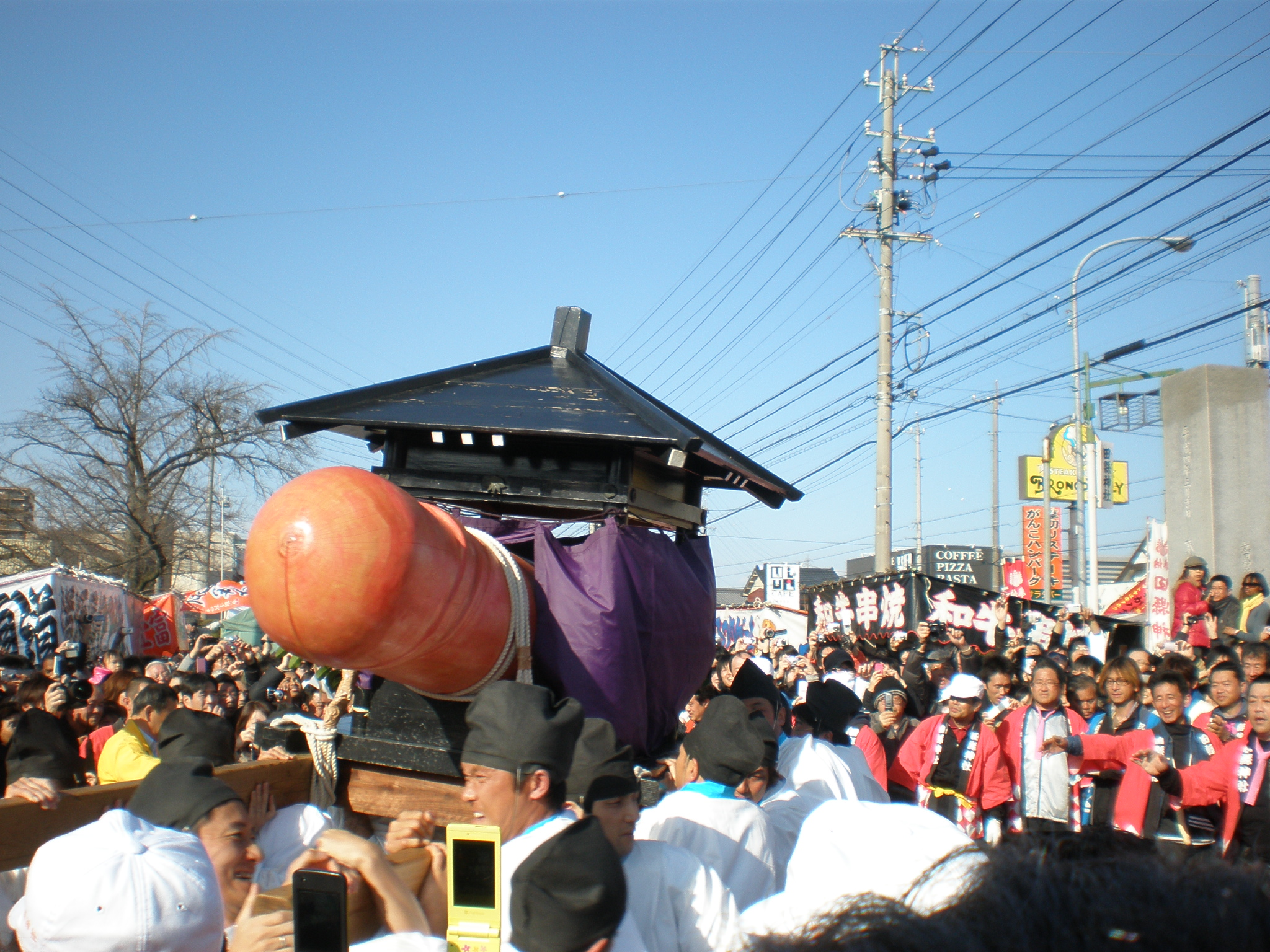
豊年祭
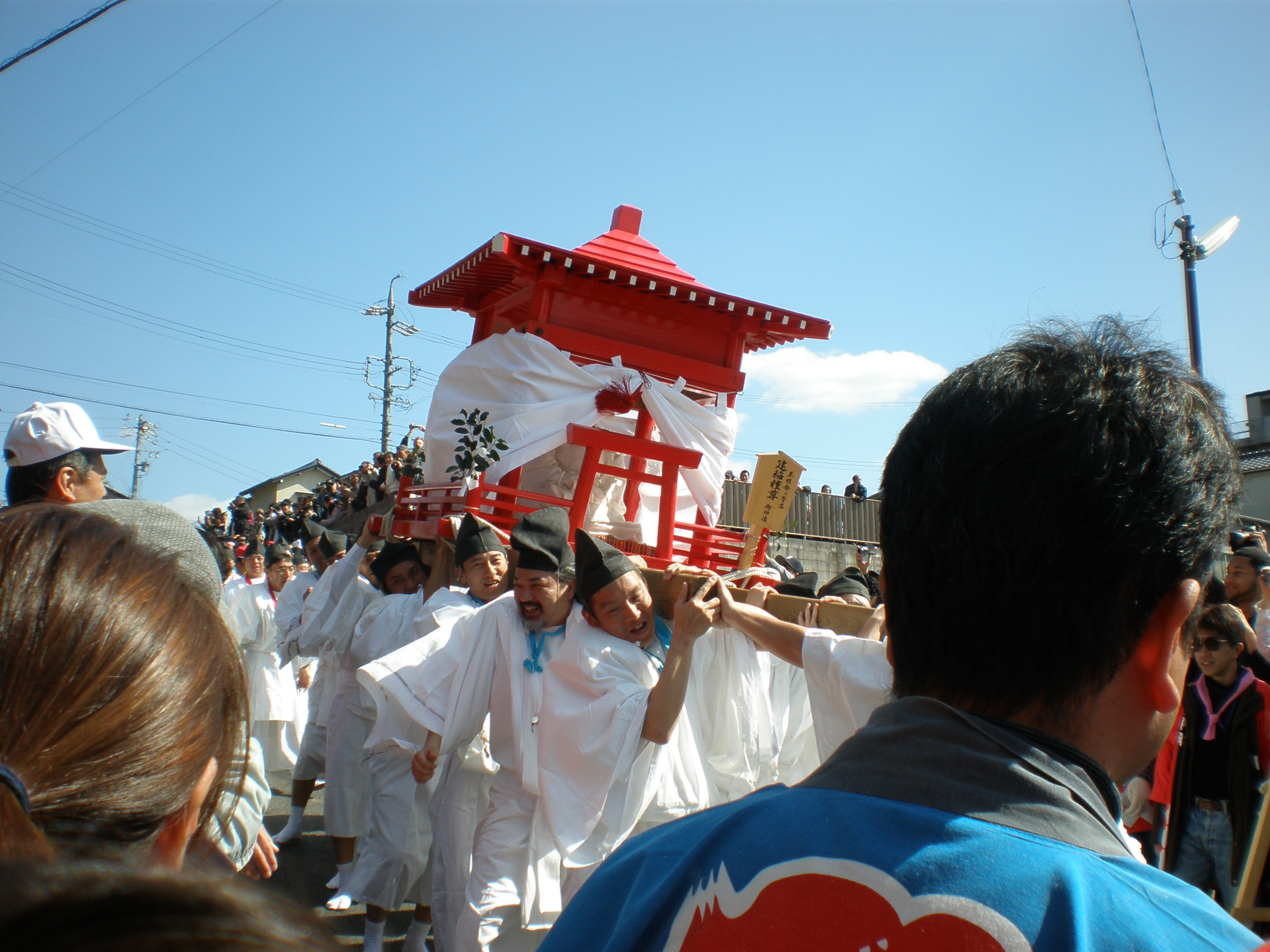
豊年祭

## アクセス
- 名鉄小牧線 田県神社前駅から徒歩で約5分（約200m）。

## 関連書籍
- 丹羽欽治（編）「奉献田縣神社復興関係丹羽文庫古文書及書画目録（昭和五十年二月十一日調）」1975年
- 中井文雄（著）「日本一の大麻羅づくり〜田県神社木匠・斎木国光翁聞書」亀山巌、1981年